# Шипович Іван Омелянович
Іва́н Омеля́нович Шипо́вич (1857, Бронниця — 1936, Вінниця) — український краєзнавець, дослідник історії Поділля, громадський діяч, священник, педагог. Жертва сталінських репресій.

## Життєпис
Народився 1857 р. в селі Бронниця Могилівського повіту Подільської губернії Російської імперії (нині Могилів-Подільський район Вінницької області) в родині священника Відомства православного сповідання Російської імперії.
Після здобуття домашньої освіти, навчався у Шаргородському духовному училищі, випускниками якого були відомі українські письменники Степан Руданський та Михайло Коцюбинський (з останнім Шипович був знайомий особисто).
З 1873 по 1879 р. навчався в Подільській духовній семінарії в м. Кам'янець, закінчивши яку, він вступає до Київської духовної академії ВПСРІ. Її академічний курс Іван Шипович закінчив у 1882 р. зі ступенем «кандидат богослов'я».
У жовтні 1882 р. призначений на посаду помічника інспектора Подільської духовної семінарії, а згодом, 23 жовтня 1883 р. — викладачем Закону Божого в Приворотському духовному училищі (нині с. Подільське Кам'янець-Подільського району Хмельницької області). Саме в цей період він стає активним членом Подільського церковного історико-археологічного товариства: в «Подільських єпархіальних відомостях» він публікує свої історичні розвідки «З минулого Сатанівського монастиря та літопис цього монастиря», «Микулинський монастир», «Історичні відомості про село Борівку Ямпільського повіту», «Нові відомості з історії Поділля та нові дані про долю великої княгині Олени», «Два писемних документи XVIII ст.» та ін.
Найбільша праця цього періоду — розвідка про Гедеона Балабана, українського церковного і політичного діяча, архієрея Київської митрополії, противника унії з Римом і оборонця православної віри. Працю Шиповича в училищі і на громадській ниві було відзначено 15 червня 1890 р. орденом Святого Станіслава третього ступеня. Цього ж року він прийняв сан ієрея.

## Переїзд до Вінниці
З 1 червня 1893 р. переїхав до м. Вінниця і був призначений викладачем Закону Божого у місцевому реальному училищі. Разом з цим, отець І. Шипович стає настоятелем домового учнівського храму святих Кирила і Мефодія. Будучи викладачем реального училища, користувався надзвичайною повагою серед учнів та колег. Зі спогадів його учня, Георгія Брілінга:

«…Хіба можливо забути, з якої широкої точки зору трактував він Біблію і як часто зупинявся на виключно історичному значенні багатьох її розділів, на її літературних перевагах. Ніколи не забуду його читання П'ятикнижжя, де йшла мова і про стародавнє законодавство, і про умови побудови військового табору, і про відомості з медицини, гігієни, фінансового права, шлюбу тощо. З ним можна було порозмовляти на будь-які історичні чи літературні теми. А головне, він був чудовим педагогом, зовсім позбавленим релігійного фанатизму. Його уроки проходили дуже легко. Усяка зовнішня муштра була відсутня. Викладач знав не тільки історію релігій, а і російську, польську, єврейську та західноєвропейську літератури. Для своїх історичних пошуків він використовував джерела на багатьох мовах…»

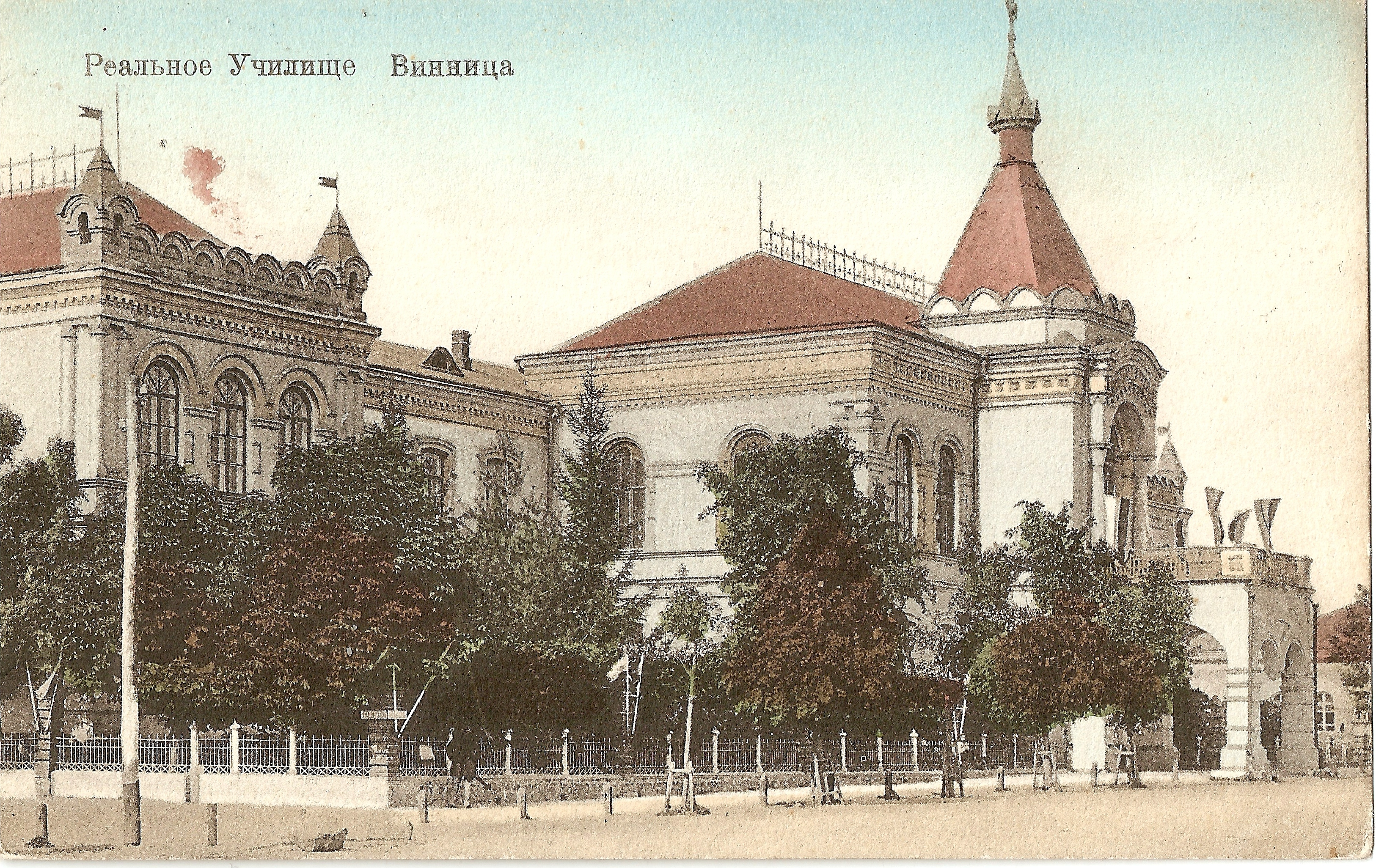
Вінницьке реальне училище. Листівка поч. ХХ ст.

У 1902 р. у Вінниці виходить друком його праця «Літопис Вінницького капуцинського монастиря». В книзі на тлі монастирського життя він подає нарис основних подій з історії Вінниці у 1745–1888 рр. За сумлінну роботу на посаді у травні 1908 р. представлений до нагородження орденом Святої Анни ІІІ ступеня. За статутом ордену, для подібного нагородження слід було мати 25 років служіння у духовному сані. Цих років Шиповичу бракувало, тому було прийнято рішення про надання йому сану протоієрея.
В 1914 р. опубліковано його працю «Про кордони колишньої Брацлавщини, історичне життя в ній, відносини Брацлавщини і Поділля». В передмові автор наголошує, що питання утворення в межах Подільської губернії нової адміністративної одиниці — Вінницької губернії із центром у м. Вінниця — є зрілим і надзвичайно актуальним.
Шипович серйозно займався археологією Поділля. У 1893 р. передав знайдені ним старожитності в колекцію Кам'янець-Подільського давньосховища. Протягом багатьох років отець Іван очолював археологічну комісію при Вінницькій міській управі. В 1910 р. комісія під його керівництвом провела грандіозне перейменування вулиць м. Вінниці, взявши за основу імена видатних постатей та події міської історії.
На початку XX ст. він віднайшов та описав Сабарівське городище (III ст. до н. е. — III ст. н. е.), розташоване на лівому березі р. Південний Буг. Археологічна колекція дослідника зберігалась у Вінницькій міській публічній бібліотеці ім. М. Гоголя (нині Вінницька обласна універсальна наукова бібліотека імені Тимірязєва). На початку 1920-х рр. отець Іван передав значну кількість археологічних знахідок до міського краєзнавчого музею (нині Вінницький обласний краєзнавчий музей).
Шипович був активним членом різних наукових товариств та установ:
- Подільського історико-археологічного товариства,
- Церковно-археологічного та Історичного товариств при Київській духовній академії,
- Історичного товариства Нестора-літописця,
- Московського археологічного товариства,
- Київського товариства старожитностей і мистецтва,
- Київського відділу Імператорського російського військово-історичного товариства.

## Радянський період. Ув'язнення, смерть

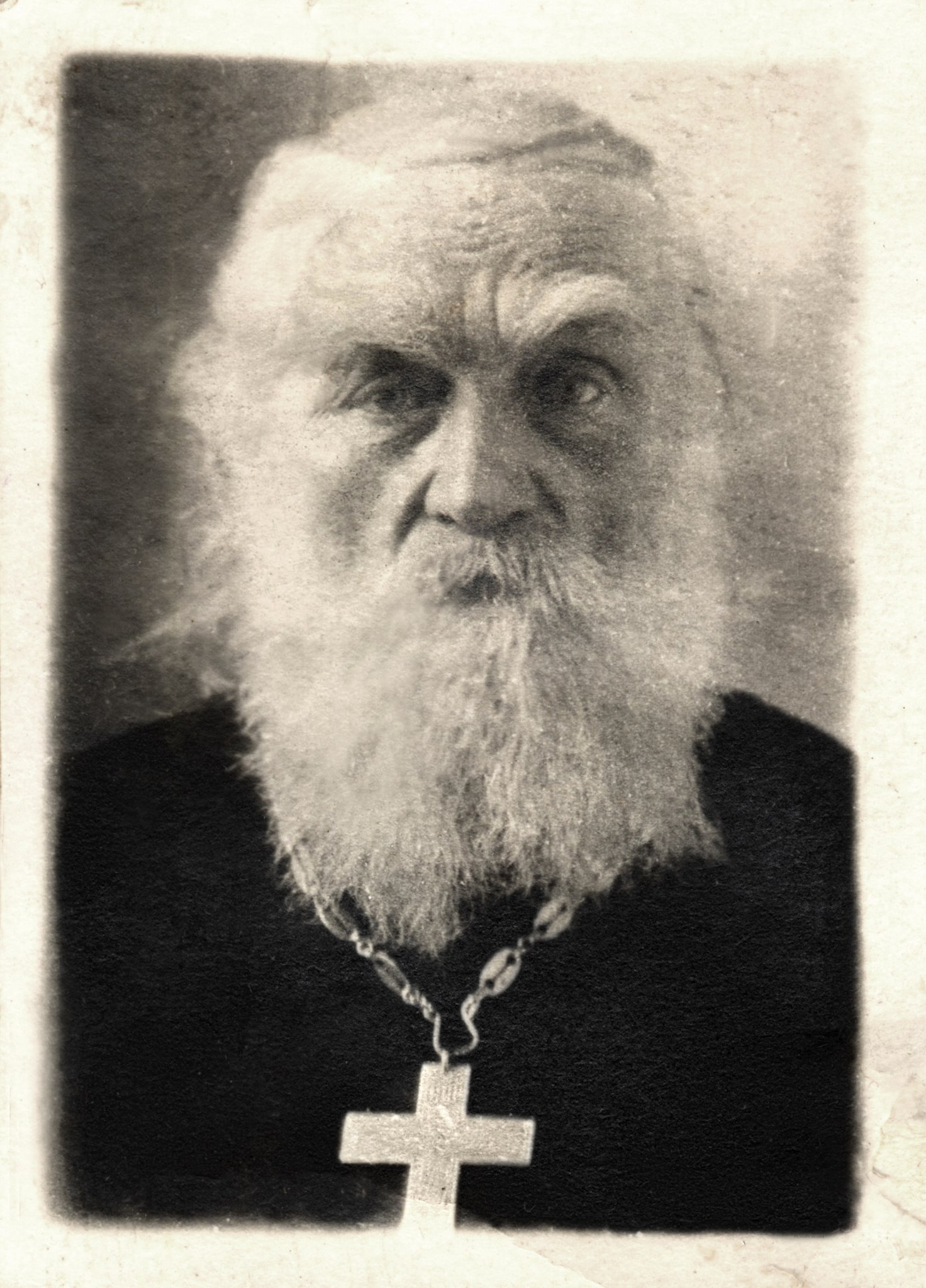
Іван Шипович. Світлина 1927 р.

Після революційних подій, з 1920 р., протоієрей Іван Шипович переходить служити до Свято-Миколаївського храму с. Шереметка (нині мікрорайон Пирогово м. Вінниці), де зберігається набальзамоване тіло лікаря Миколи Пирогова.
У квітні 1924 р. став науковим консультантом з археології Кабінету виучування Поділля. На прохання дослідника В. Отамановського в 1926 р. для фондів новоствореного у Вінниці музею Михайла Коцюбинського Шипович підготував спогади «Про Шаргородське духовне училище» (видані лише в 1989 р.).
У той же час він завершив свою працю «Вінницькі Мури: Історичний нарис», яка з невідомих причин не була опублікована.
У жовтні 1924 р. переїздить до м. Браїлів, де отримує посаду священника в Свято-Троїцькому жіночому монастирі. Під його духовною орудою перебувала 161 монахиня.
Під час Голодомору влада використовує інцидент з селянами (вони заховали в стінах монастиря трохи зерна для порятунку власних сімей) як привід для закриття «контрреволюційного кубла» та арешту отця Івана Шиповича. У грудні 1932 р. його засудили до 3 років позбавлення волі за статтею 54-10 (контрреволюційна пропаганда та агітація) і у віці 75 років відправили до Сибіру. Під час розширення території обласного управління НКВС, у 1934 р., родину репресованого дослідника виганяють з власного будинку.
Повернувшись, у 1936 р., із заслання до Вінниці помирає. Був похований на міському православному цвинтарі. Могила не збереглась.

## Праці
- (рос.)Гедеон Балабан. — Каменец-Подольский, 1885.
- (рос.)Исторические сведения о с. Боровое Ямпольского уезда // Подольские епархиальные ведомости. — 1895. — № 17–18.
- (рос.)Из истории Сатановского монастыря // Подольские епархиальные ведомости. — 1896. — 51 с.
- (рос.)Летопись Винницкого капуцинского кляштора. — Каменец-Подольский, 1902. — 52 с.
- (рос.)Борьба России с Наполеоном и отношение к ней подольского духовенства. — Каменец-Подольский, 1912.
- (рос.)О границах бывшей Брацлавщины, исторической жизни в ней, отношений Брацлавщины и Подолии. — Винница, 1914. — 60 с.
- Про Шаргородське духовне училище // У кн.: Спогади про Михайла Коцюбинського: Видання друге, доп. — К., 1989. — С. 6–14.
- Вінницькі Мури: Історичний нарис (не видана).